# Рейенира Таргариен
Рейенира Таргариен — персонаж вымышленного мира, изображённого в серии книг «Песнь Льда и Огня» Джорджа Мартина, принцесса Вестероса из валирийской династии Таргариенов, которая боролась за престол со своим единокровным братом королём Эйегоном II в ходе Пляски Драконов. Жена Дейемона Таргариена. Одна из героинь повести «Принцесса и королева», книги «Пламя и кровь» и телесериала «Дом Дракона», где её играют Милли Олкок и Эмма Д’Арси.

## Биография
Согласно Мартину, Рейенира принадлежала к королевской династии Таргариенов, которая правила в Вестеросе. Она была единственным ребёнком короля Визериса I и его первой жены Эйммы Аррен. Девочка родилась в 97 году от Завоевания Эйегона, а в 105 году была провозглашена наследницей престола. Позже Визерис женился во второй раз, на дочери своего десницы Алисент Хайтауэр, и стал отцом нескольких сыновей. У Таргариенов было принято передавать власть по мужской линии, так что многие начали видеть будущего короля в старшем сыне Алисент Эйегоне, но Визерис не стал пересматривать завещание. Постепенно придворные разделились на две партии — «чёрных» (сторонников Рейениры) и «зелёных» (сторонников Алисент).
При жизни отца Рейенира дважды выходила замуж: вначале за Лейнора Велариона (сына лорда Дрифтмарка Корлиса Велариона), а после его гибели — за своего дядю, бывшего Короля Ступеней Дейемона Таргариена. В первом браке у неё родились трое сыновей (по слухам, все от любовника, рыцаря Харвина Стронга), во втором — ещё двое.
После смерти Визериса Малый Совет провозгласил королём Эйегона. Находившаяся тогда на Драконьем Камне Рейенира организовала собственную коронацию, поставив во главе своего Малого Совета Корлиса Велариона. Началась грандиозная усобица, получившая название Пляска Драконов. В самом начале войны погиб сын королевы Люцерис Веларион. В битве с флотом Триархии погиб ещё один сын, Джехейрис, а другой, Визерис, попал в плен. Позже Рейенира заняла Королевскую Гавань и взошла на Железный трон, но её правление стало непопулярным из-за казней и повышения налогов. Жители столицы восстали, третий сын королевы Джоффри тоже погиб. Рейенире пришлось бежать на Драконий Камень, но и эта крепость вскоре пала. Королева попала в плен, и Эйегон отдал её на съедение своему дракону.
Впоследствии Железный трон занимали сыновья Рейениры от второго мужа — Эйегон III, при котором Таргариены лишились последних драконов, и Визерис II, который до этого служил в качестве десницы своим племянникам, королям Дейерону и Бейелору Благословенному.

## В книгах и изобразительном искусстве
Рейенира стала одним из персонажей повести Джорджа Мартина «Принцесса и королева» и его же книг «Мир льда и пламени» и «Пламя и кровь», написанных в формате псевдохроники. Её изображали на своих рисунках художники-иллюстраторы Даг Уитли и Магали Вильнёв. Рейенира появляется и в телесериале «Дом Дракона» (2022), где её сыграли Милли Олкок (в юности) и Эмма Д’Арси.

## Оценки персонажа
Специалисты считают историческим прототипом Таргариенов датских викингов, завоевавших в IX веке существенную часть Англии. Образ Рейениры может быть отчасти основан на биографии английской королевы Матильды, получившей престол от отца и всю оставшуюся жизнь боровшуюся за власть с претендентом-мужчиной. В «Доме дракона» эта героиня должна предстать как «бойкая, талантливая, смелая и очень красивая девушка».